# 短柱细辛
短柱细辛（学名：Asarum brevistylum）为马兜铃科细辛属的植物，为中国的特有植物。分布在中国大陆的四川等地，目前尚未由人工引种栽培。